# Hütten (Ahorntal)
Hütten ist ein Gemeindeteil der Gemeinde Ahorntal im Landkreis Bayreuth (Oberfranken, Bayern). Hütten liegt in der Gemarkung Körzendorf.

## Geografie
Die Einöde im nordöstlichen Bereich der Fränkischen Schweiz ist etwa vier Kilometer von dem westsüdwestlich liegenden Ortszentrum von Kirchahorn entfernt.

## Geschichte
Bis zum Beginn des 19. Jahrhunderts hatte Hütten in der Dorfmarkung von Körzendorf gelegen, einem Territorium, das der Landeshoheit des Hochstiftes Bamberg unterstand. Die für die Landeshoheit maßgebliche Dorf- und Gemeindeherrschaft wurde dabei vom Vogteiamt Waischenfeld ausgeübt, während die Hochgerichtsbarkeit dem Centamt Waischenfeld zustand. Als das Hochstift Bamberg infolge des Reichsdeputationshauptschlusses 1802/03 säkularisiert und unter Bruch der Reichsverfassung vom Kurfürstentum Pfalz-Baiern annektiert wurde, wurde damit auch Hütten zum Bestandteil der bei der „napoleonischen Flurbereinigung“ in Besitz genommenen neubayerischen Gebiete, was erst im Juli 1806 mit der Rheinbundakte nachträglich legalisiert wurde.
Durch die Verwaltungsreformen im Königreich Bayern wurde Hütten mit dem Zweiten Gemeindeedikt im Jahr 1818 zum Bestandteil der Ruralgemeinde Körzendorf. Im Zuge der Gebietsreform in Bayern wurde Hütten zusammen mit der Gemeinde Körzendorf am 1. Januar 1972 ein Bestandteil der neu gebildeten Gemeinde Ahorntal.

## Verkehr
Die Anbindung an das Straßenverkehrsnetz erfolgt durch einen Anliegerweg, der nordöstlich des Ortes von einer Gemeindeverbindungsstraße abzweigt. Diese führt von Hintergereuth aus in östlicher Richtung zur Staatsstraße 2163. Vom ÖPNV wird die Einöde nicht bedient, die nächste Haltestelle der Buslinie 388 des VGN liegt an der Gemeindeverbindungsstraße. Die am schnellsten erreichbaren Bahnhöfe befinden sich in Creußen, Schnabelwaid und Pegnitz. Der nächste Fernbahnhof ist der Hauptbahnhof in Bayreuth.